# Mesa del Tigre
Mesa del Tigre es una pequeña localidad ubicada en el municipio Sucre en el Estado Táchira de Venezuela. En ella se encuentra la sede de la delegación de la parroquia Eleazar López Contreras, instituciones educativas y un dispensario de salud.  
Se encuentra ubicada al este del municipio a una altitud promedio de 1427 m s. n. m. con un clima frío, a sus alrededores predomina la actividad ganadera y panelera. Cuenta con una vía principal que la conectan con la capital del municipio, Queniquea; también se comunica vía terrestre con la localidad de La Florida del Municipio Cárdenas y con la población de Cordero, capital de municipio Andrés Bello. Cerca del centro poblado también se encuentran captaciones de agua del Acueducto Regional del Táchira.

### Publicaciones
- Molina García, Adrián Aparicio (16 de octubre de 2005). "UNA MIRADA A LA HISTORIA DEL MUNICIPIO SUCRE".

- Datos: Q47490989